# Mars Exploration Program

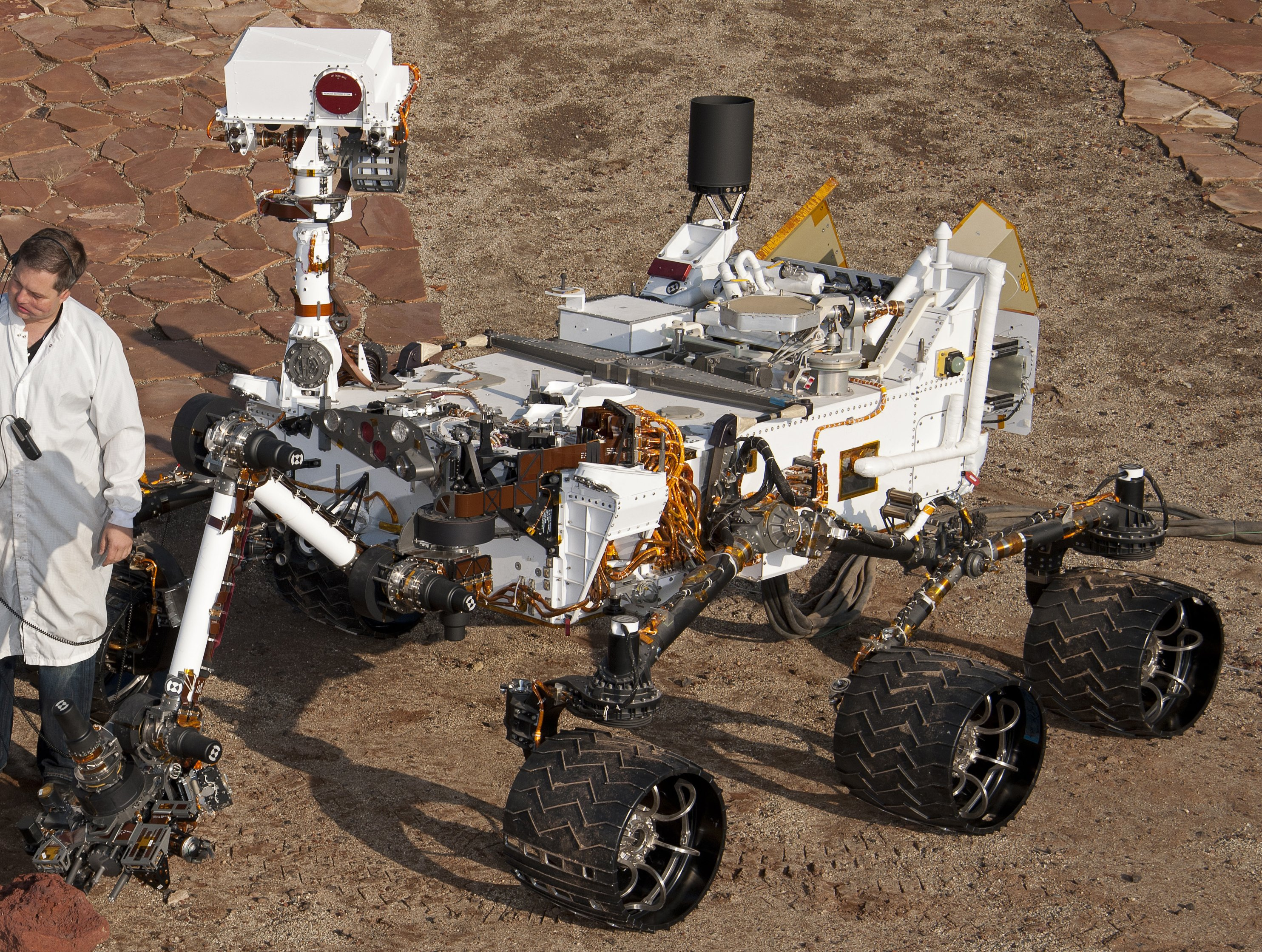
Modello in scala reale del rover Curiosity

Il Mars Exploration Program (MEP) è uno sforzo a lungo termine per esplorare il pianeta Marte, finanziato e guidato dalla NASA. Avviato nel 1993, il MEP ha fatto uso di sonde orbitali, lander e rover marziani per esplorare le possibilità di vita su Marte attraverso il suo clima e le sue risorse naturali. Il programma è gestito dallo Science Mission Directorate di Doug McCuistion della Planetary Science Division. A causa di tagli del 40% al budget della NASA per l'anno fiscale 2013, venne formato il Mars Program Planning Group (MPPG) per riformulare il MEP, portando insieme i leader delle missioni tecnologiche, scientifiche e abitate.

## Panoramica

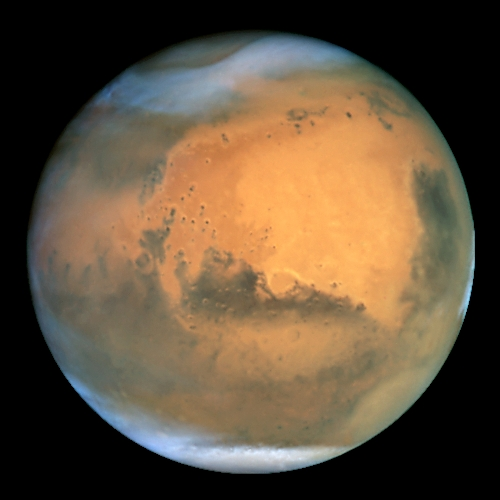
Marte fotografato dal telescopio spaziale Hubble

Anche se osservato nei tempi antichi dai Babilonesi, gli Egizi, i Greci e altre civiltà, Marte non fu mai studiato in profondità prima dell'invenzione del telescopio nel XVII secolo. Il primo tentativo di mandare una sonda sulla superficie di Marte, il Marsnik 1, venne eseguito dall'Unione Sovietica nel 1960. La sonda fallì nel raggiungere l'orbita terrestre e la missione venne dichiarata terminata senza successo. I fallimenti sono da sempre caratteristici dell'esplorazione del pianeta rosso; circa 2 terzi di tutte le sonde destinate a Marte fallirono prima che una qualunque osservazione potesse essere avviata.
Lo stesso Mars Exploration Program venne formato ufficialmente nel dopo il fallimento del Mars Observer nel settembre 1992, la prima missione della NASA dedicata a Marte dal termine del Programma Viking del 1975. La sonda, basata su un satellite commerciale per telecomunicazioni terrestre modificato (l'Astra 1A), trasportava un carico di strumenti progettato per studiare la geologia, la geofisica e il clima di Marte dall'orbita. La missione terminò nell'agosto 1993 quando le comunicazioni vennero perse 3 giorni prima dell'ingresso orbitale.

## Obiettivi e strategia
In accordo con la NASA, ci sono 4 obiettivi di fondo del MEP, tutti strettamente collegati alla comprensione del potenziale di vita su Marte.

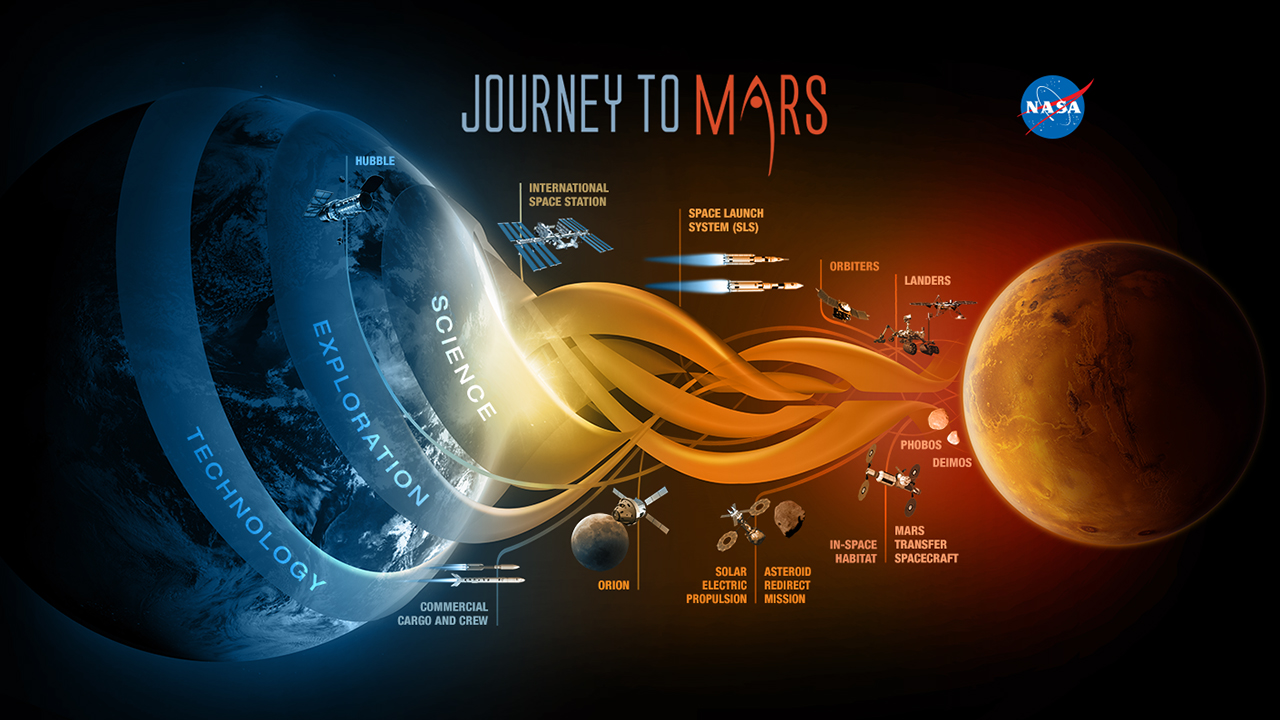
Journey to Mars - Scienza, Esplorazione, Tecnologia

### Obiettivo 1: determinare se la vita è mai sorta su Marte

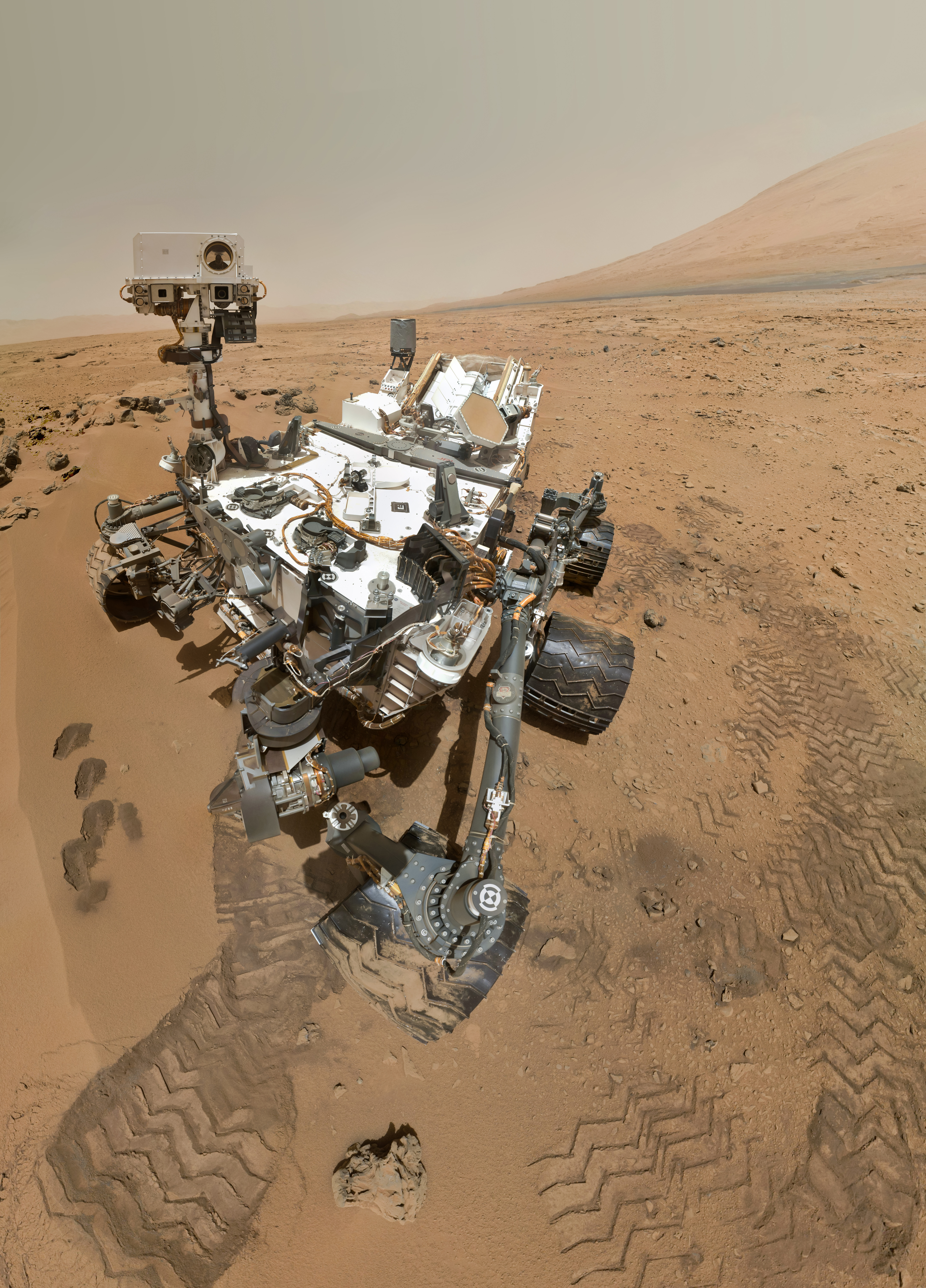
Autoritratto di Curiosity in un'area marziana chiamata "Rocknest" (MAHLI, 31 ottobre 2012).

Per capire il potenziale di abitabilità di Marte bisogna determinare dove potrebbe esservi formata la vita. La strategia primaria del MEP consiste nell'"inseguire l'acqua", basandosi sulla convinzione comune che dove c'è vita c'è necessariamente acqua. Chiaramente se la vita si fosse sviluppata su Marte avrebbe avuto bisogno di quantità sufficientemente longeve di acqua. Per cui un obiettivo primario del MEP è quello di trovare luoghi dove è o era presente acqua allo stato liquido, per esempio in letti prosciugati di fiumi, il sottosuolo e le calotte polari.
A parte l'acqua, la vita ha bisogno di risorse energetiche per sopravvivere. L'abbondanza di ossidi rende la vita superficiale su Marte molto difficile, rendendo la luce solare l'unica fonte di energia disponibile. Per cui è necessario trovare fonti di energia alternative, come quelle geotermica o chimica, entrambe importanti per forme di vita microscopiche terrestri che potrebbero sopravvivere nel sottosuolo di Marte.
La vita su Marte può essere ricercata anche attraverso segni di vita di organismi presenti o passati. L'abbondanza relativa di carbonio e la locazione e la forma in cui potrebbe trovarsi permetterebbero di comprendere le modalità di sviluppo di tale vita microscopica. Inoltre la presenza di carbonati, assieme al fatto che l'atmosfera di Marte è prevalentemente costituita di diossido di carbonio, potrebbero spiegare agli scienziati se l'acqua fosse stata disponibile sul pianeta per un periodo sufficientemente lungo da favorire lo sviluppo della vita.

### Obiettivo 2: caratterizzare il clima di Marte
Un altro obiettivo del MEP è quello di caratterizzare il clima passato e presente di Marte assieme ai fattori che ne influenzano le variazioni. Attualmente si sa solamente che esso è regolato dai cambiamenti stagionali alle calotte polari del pianeta, dal movimento delle polveri e dallo scambio di vapore acqueo tra la superficie e l'atmosfera. Capire questi fenomeni climatici aiuterebbe gli scienziati a modellare meglio il passato climatico di Marte, che porterebbe a un grado più elevato di conoscenze sulle dinamiche del pianeta rosso.

### Obiettivo 3: caratterizzare la geologia di Marte
La geologia di Marte è differente da quella della Terra, tra cui i vulcani estremamente grandi e l'assenza di movimenti tettonici. Un obiettivo del MEP è quello di comprendere le differenze geologiche tra Marte e la Terra, tra cui i venti, l'acqua, i vulcani, la tettonica e la craterizzazione. Le rocce possono aiutare gli scienziati a descrivere la sequenza cronologica di Marte, dire se c'era un'abbondanza di acqua sul pianeta e identificare minerali che si formano solo in acqua, oltre a determinare l'esistenza passata di un campo magnetico simile a quello terrestre.

### Obiettivo 4: preparare l'esplorazione con equipaggio
Una missione con equipaggio umano su Marte rappresenta una grande sfida ingegneristica. Con la superficie marziana estremamente ossidata e la mancanza di una magnetosfera e di uno strato di ozono capaci di proteggere il pianeta dalla radiazione solare, gli scienziati avrebbero bisogno di comprendere approfonditamente il più possibile le dinamiche geologiche e climatiche del pianeta rosso prima di compiere qualsiasi mossa per portare un equipaggio su Marte.

## Sfide
Le missioni di esplorazione di Marte hanno storicamente avuto uno dei più alti ratio di fallimenti della NASA, attribuibili alle loro immense sfide ingegneristiche. Dato che molti obiettivi del MEP riguardano la fase di entrata, discesa e atterraggio (EDL) delle sonde su Marte, fattori come l'atmosfera del pianeta, la topografia del terreno superficiale e gli alti costi di replicazione degli ambienti marziani per test sono molto importanti.

### Atmosfera

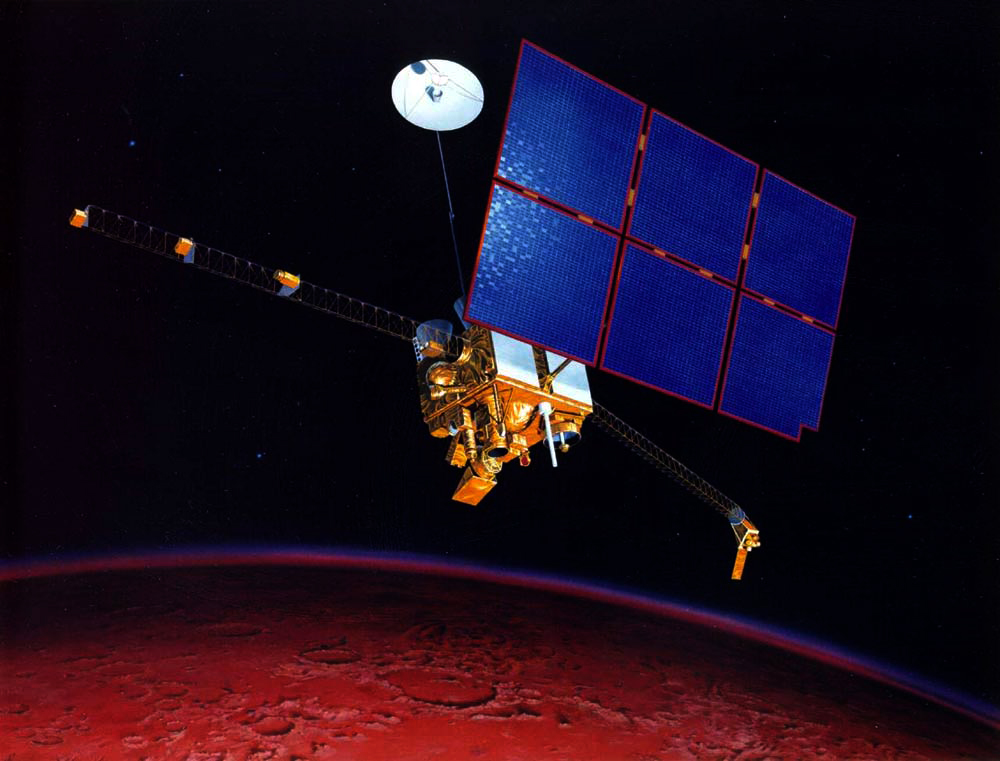
Rendering artistico del Mars Observer

Comparata a quella terrestre, l'atmosfera marziana è 100 volte più sottile per cui una sonda in ingresso rallenterebbe a un'altitudine notevolmente inferiore di quella terrestre e a seconda della sua massa potrebbe non esserci abbastanza tempo per raggiungere la corretta velocità terminale, necessaria per avviare i deceleratori super o subsonici. Perciò le tecnologie sviluppate per decelerare una sonda devono operare in un determinato arco di tempo.
Nel corso di un anno marziano l'atmosfera del pianeta rosso varia significativamente, non permettendo agli ingegneri di sviluppare un sistema EDL comune a tutte le missioni. Le frequenti tempeste di sabbia aumentano le temperature nell'atmosfera inferiore e diminuiscono la densità atmosferica che, unita all'elevazione estremamente irregolare della superficie di Marte, forza la selezione conservativa di un sito di atterraggio per permettere un'appropriata decelerazione del veicolo.

### Topografia

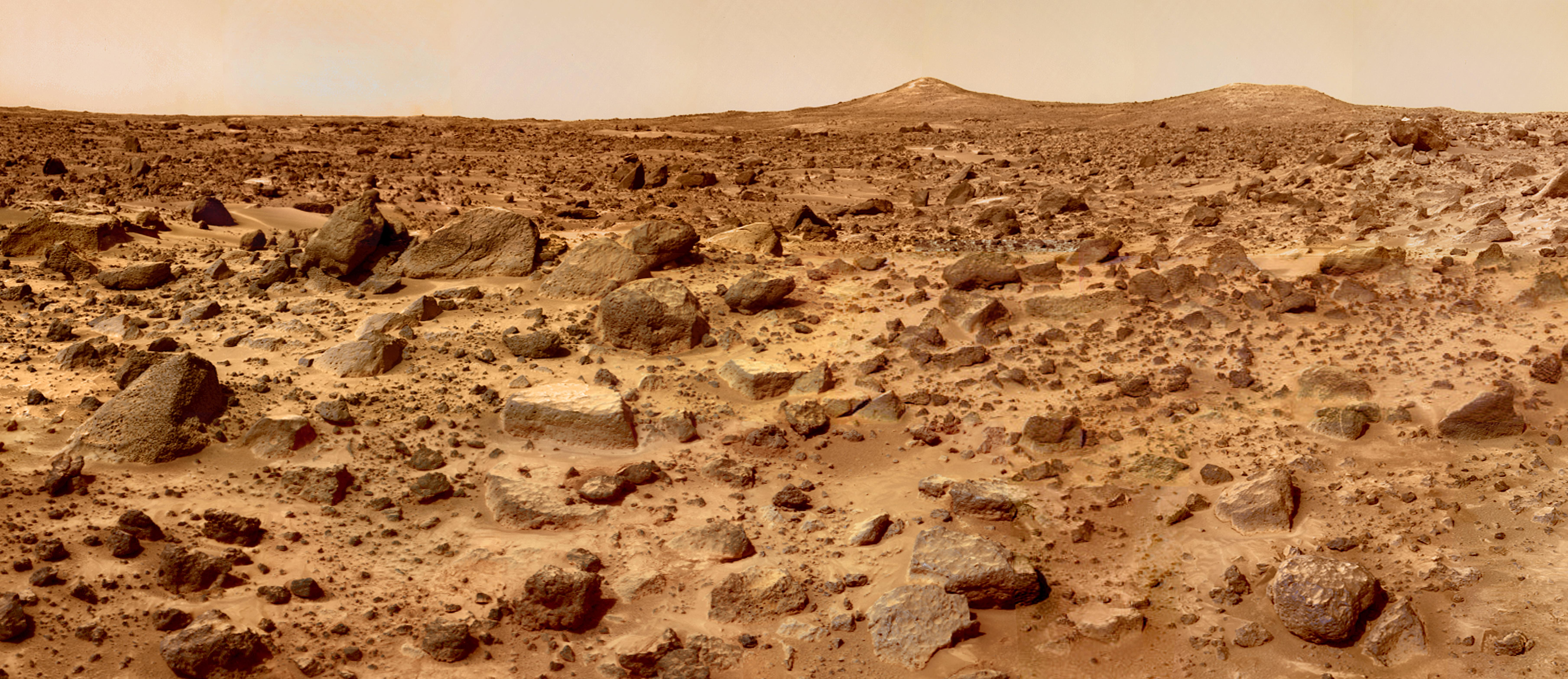
La superficie rocciosa di Marte, fotografata dal Mars Pathfinder lander.

La superficie di Marte è estremamente irregolare per via delle rocce, dei territori montuosi e dei crateri. Per una sonda di atterraggio il sito di atterraggio ideale sarebbe piatto e privo di detriti, ma visto che un terreno simile è praticamente assente su Marte e l'attrezzatura di atterraggio deve essere molto stabile, i sistemi di decelerazione hanno bisogno di propulsori puntati a terra, progettati per accensioni estremamente brevi; se fossero attivi e puntati su un terreno roccioso per più di un paio di millisecondi, infatti, essi scaverebbero trincee nel terreno, lanciando piccole rocce sull'attrezzatura di atterraggio e causando problemi di pressione che destabilizzerebbero la sonda.
Trovare un sito di atterraggio adeguato significa essere in grado di determinare le dimensioni di una roccia in orbita. La tecnologia per determinare accuratamente dimensioni di rocce dal diametro inferiore ai 0,5 m non è ancora stata sviluppata per cui la distribuzione delle rocce viene dedotta attraverso la sua inerzia termica, ottenuta attraverso la risposta termica del sito di atterraggio misurata dai satelliti attualmente in orbita attorno a Marte.
A parte la possibilità di ribaltamenti su superfici inclinate, le colline, i crateri e le trincee porrebbero problemi di interferenza ai sensori di discesa di una sonda ideale che potrebbero misurare false altitudini "ingannando" gli algoritmi di touchdown che rilascerebbero il lander nel momento sbagliato.

### Costi di replicazione degli ambienti marziani
Assieme alle sequenze EDL, lunghe tra i 5 e gli 8 minuti, i sistemi associati devono essere indiscutibilmente affidabili. Idealmente, tale affidabilità verrebbe data dai dati ottenuti conducendo test su larga scala di diversi componenti dell'EDL a terra. Tuttavia, i costi di replicazione degli ambienti su cui tali dati dovrebbero essere basati sono considerevolmente alti.

## Costi del programma
Le missioni di esplorazione di Marte, come la maggior parte delle missioni della NASA, sono varie e di vari livelli di budget. Per esempio, il rover Curiosity atterrato su Marte nell'agosto 2012 ha un budget di 2,5 miliardi di dollari, mentre la missione ESCAPADE programmata per il 2022 ha un limite di budget di 55 milioni di dollari. La NASA ha anche obiettivi collaborativi con l'Agenzia Spaziale Europea per sviluppare e condurre una missione di ritorno di campioni di superficie marziana sulla Terra, che costerebbe almeno 5 miliardi di dollari in 10 anni di lavoro.

### Variazioni al budget
Nel febbraio 2012 la NASA dovette fronteggiare un grande taglio al budget verso molti dei suoi programmi, tra cui 300 milioni di dollari alla divisione di scienza planetaria per l'anno fiscale 2013. In risposta a questi tagli, la sottocommissione di commercio, giustizia e scienza dell'House Appropriations Committee approvò un budget 2 mesi più tardi che reintegrò 150 milioni di dollari alla stessa divisione planetaria, al patto che questo denaro fosse usato per una missione di ritorno di campioni di suolo marziano.
A febbraio del 2020, il Congresso degli Stati Uniti ha imposto la data obiettivo del 2033 per inviare un equipaggio umano in orbita marziana, il che lascia prevedere importanti allocazioni per il budget negli anni futuri.

## Piani futuri
Al 2020 le missioni programmate per un futuro prossimo e lontano sono Mars 2020, con un rover e un piccolo drone dimostrativo, ESCAPADE, un piccolo orbiter low cost, Mars Ice Mapper, per la ricerca di ghiaccio a basse latitudini e Mars Sample Return, in collaborazione con l'ESA.